# 선바이오
선바이오(Sun Bio Inc.)는 대한민국의 바이오 기업이다. 본사는 경기 군포시 산본로 95에 위치해 있으며 대표이사는 노광이다.

## 상장
2022년 10월 5일에 주관사를 하나금융투자로 공모가 11,000원에 코스닥 시장에 상장하였다.

## 같이 보기
- 유한양행
- 한국유나이티드제약
- 동아에스티
- 녹십자
- 삼진제약
- 종근당
- 한미약품

## 참고문헌
1. ↑  "선바이오, 신공장 증설로 '뮤코펙' 미국 시장 진출 추진", 히트뉴스, 2023.12.15
2. ↑  선바이오 "2차전지 사업 연관성 충분…여전히 바이오 기업", 머니투데이, 2023-04-19
3. ↑  선바이오, 코스닥 상장 첫날 12% 넘게 급락...일반 청약 흥행 무색, 바이오타임즈, 2022.10.05